# ستريدزفاغن 103
ستريدزفاغن 103 هي دبابة قتالية تم تطويرها وتصنيعها في السويد.